# Джо Ерріді
Джозеф Ерріді — американець, який був помилково засуджений і несправедливо страчений за зґвалтування і вбивство Дороті Дрейн, 15-річної дівчинки з Пуебло, штат Колорадо, у 1936 році. Поліція маніпулювала ним, щоб змусити його дати неправдиві свідчення через його психічні вади. Ерріді був частково розумово відсталим, йому було 23 роки, коли його стратили 6 січня 1939 року.
Багато людей тоді і з того часу вважали, що Ерріді був невинним. Група, відома як «Друзі Джо Ерріді», сформувала і в 2007 році замовила надгробний камінь на його могилі. Вони також підтримали підготовку петиції Девіда А. Мартінеса, адвоката Денвера, про помилування на рівні штату, щоб очистити ім'я Ерріді.
У 2011 році Ерріді отримав повне і безумовне посмертне помилування від губернатора штату Колорадо Білла Ріттера (через 72 роки після його смерті). Ріттер, колишній окружний прокурор Денвера, помилував Ерріді, виходячи з питань про вину чоловіка і того, що виявилося вимушеним неправдивим зізнанням. Це був перший випадок в Колорадо, коли губернатор помилував засудженого після виконання смертного вироку.

## Біографія
Джозеф Ерріді народився у 1915 році в Пуебло, штат Колорадо, у сім'ї Мері та Генрі Еррідів, які нещодавно іммігрували із Сирії (тоді частина Османської Імперії). Вони шукали роботу, але не говорили англійською мовою; Генрі влаштувався на великий сталеливарний завод у Пуебло. Джозеф взагалі не розмовляв до 5 років. Після того, як він провчився один рік у початковій школі, її директор сказав батькам що він не може вчитися, і тому їм краще тримати його вдома. Після втрати роботи через кілька років його батько звернувся до друзів із проханням допомогти знайти місце для сина. У віці 10 років Ерріді був прийнятий до державної школи-інтернату для розумово відсталих дітей у місті Гранд-Джанкшн, штат Колорадо, де він жив з перервами, доки не подорослішав. Як і у своєму районі, так і в школі, він часто зазнавав жорстокого поводження та побиття з боку однолітків. У віці 21 років він покинув школу і застрибнув у вантажні вагони, щоб покинути місто наприкінці серпня 1936 року.

## Напад
14 серпня 1936 року в Пуебло, штат Колорадо, на двох дівчат сестер було скоєно напад, коли вони спали вдома. 15-річна Дороті та 12-річна Барбара Дрейн були забиті зловмисником, як вважають, сокирою. Дороті також була зґвалтована; вона померла від удару сокирою, в той час як Барбара вижила.

## Арешт і засудження
26 серпня 1936 року Ерріді був заарештований за бродяжництво в місті Шаєнн, штат Вайомінг, після того, як його спіймали, коли він бродив по залізничних коліях. Шериф округу Джордж Керролл знав про масштабні пошуки підозрюваних у справі про вбивство Дороті Дрейн. Коли на допиті Ерріді розповів, що після виїзду з Гранд-Джанкшн, штат Колорадо, він проїхав через Пуебло на поїзді, Керролл почав розпитувати його про справу Дрейн. Керролл сказав, що Ерріді зізнався йому.
Коли Керролл зв'язався з начальником поліції Пуебло Артуром Грейді з приводу Ерріді, він дізнався, що вони вже заарештували людину, яку вважали головним підозрюваним: Френк Агілар, робітник з Мексики. Агілар працював на батька дівчат Дрейн і був звільнений незадовго до нападу. У будинку Агілара було знайдено топорище сокири. Шериф Керролл стверджував, що Арріді кілька разів говорив йому, що «був з чоловіком на ім'я Френк» на місці злочину. Пізніше Агілар зізнався у злочині і сказав поліції, що ніколи не бачив і не зустрічав Ерріді. Агілар також був засуджений за зґвалтування і вбивство Дороті Дрейн і засуджений до смертної кари. Він був страчений у 1937 році.
Після перевезення до Пуебло, Ерріді, як повідомляється, знову зізнався у скоєному.
Коли справа нарешті була передана до суду, адвокат Ерріді заявив про неосудність, щоб врятувати життя свого клієнта. Ерріді був визнаний осудним, хоча три державні психіатри визнали його настільки розумово обмеженим, що його можна було класифікувати як імбецила. Вони сказали, що він мав IQ 46 і розум як у шестирічної дитини. Вони зазначили, що «він не здатний розрізняти, що добре, а що погано, а отже не здатний виконати будь-яку дію зі злочинним наміром».
Ерріді був засуджений, значною мірою через його неправдиве зізнання. Дослідження, проведені з того часу, показали, що особи з обмеженими розумовими здібностями більш вразливі до примусу під час допиту і частіше дають неправдиві зізнання. Фізичних доказів проти нього не було. Барбара Дрейн дала свідчення, що під час нападу був присутній Агілар, але не Ерріді. Вона могла впізнати Агілара, оскільки він працював на її батька.

## Апеляції
Адвокат Гейл Л. Айрленд, який згодом був обраний і працював генеральним прокурором штату Колорадо і комісаром з питань водних ресурсів штату Колорадо, був залучений захисником у справі Ерріді після його засудження і винесення вироку. Хоча Айрленд вимагав відстрочки страти Ерріді, він не зміг домогтися скасування вироку або пом'якшення покарання. Він зазначив, що Агілар заявив, що він діяв одноосібно, а медичні експерти дали свідчення щодо психічних обмежень Ерріді. Айрленд заявив, що Ерріді навіть не міг зрозуміти, що таке страта. «Повірте мені, якщо він буде страчений отруйним газом, то штату Колорадо знадобиться багато часу, щоб пережити цю ганьбу», - стверджував Айрленд у Верховному суді штату Колорадо. Ерріді отримав дев'ять відстрочок виконання смертного вироку в результаті подачі апеляцій і клопотань від його імені.

## Смертна кара
Перебуваючи в камері смертників під час апеляційного процесу, Ерріді часто грався з іграшковим потягом, який йому подарував начальник в'язниці Рой Бест. Наглядач казав, що Ерріді був «найщасливішим ув'язненим у камері смертників». Його любили і до нього добре ставилися як ув'язнені, так і охоронці. Бест став одним з прихильників Ерріді і долучився до зусиль з порятунку його життя; кажуть, що він «піклувався про Ерріді, як про власного сина», регулярно приносячи йому подарунки. Перед стратою Ерріді, він сказав: «Він, напевно, навіть не знав, що скоро помре, все, що він робив, - це щасливо сидів і грався з іграшковим потягом, який я йому подарував».
На останній прийом їжі Ерріді замовив морозиво. Коли його запитали про майбутню страту, він продемонстрував «чисте здивування». Він не розумів значення газової камери, кажучи наглядачеві: «Ні, ні, Джо не помре». Перед тим, як його забрали до камери, Джо, як повідомляється, не доїв морозиво і попросив охолодити решту морозива, щоб він міг з'їсти його пізніше, не розуміючи, що його незабаром стратять і він не повернеться. Повідомляється, що він посміхався, коли його вели до газової камери. Миттєво занервувавши, він заспокоївся, коли наглядач взяв його за руку і заспокоїв. Члени сім'ї жертви не були свідками страти. Рой Бест був помічений плачучим під час страти, він благав Теллера Аммонса, губернатора штату Колорадо, пом'якшити вирок Ерріді перед стратою. Аммонс відмовився пом'якшити вирок Ерріді або помилувати його.

## Посмертне помилування у 2011
Справа Ерріді є однією з низки тих, які отримали нову увагу у зв'язку з дослідженнями щодо забезпечення справедливих допитів та зізнань. Крім того, Верховний Суд США визнав неконституційним застосування смертної кари до засуджених, які є психічно неповноцінними. Група прихильників сформувала некомерційну організацію «Друзі Джо Ерріді» і працювала над тим, щоб домогтися нового визнання несправедливості його справи, а також замовила надгробний пам'ятник на його могилі в 2007 році.
Адвокат Девід А. Мартінес долучився до цієї справи і, спираючись на книгу Роберта Перске про справу Ерріді, а також інші матеріали, зібрані Друзями, і власні дослідження, підготував 400-сторінкове прохання про помилування від губернатора Білла Ріттера, колишнього окружного прокурора в Денвері. На основі доказів та інших оглядів, Ріттер повністю і безумовно помилував Ерріді в 2011 році, заявивши: «Помилування Джо Ерріді не може скасувати цю трагічну подію в історії Колорадо, але в інтересах правосуддя і простої порядності, однак, може відновити його добре ім'я».

## Спадщина
У червні 2007 року близько 50 прихильників Ерріді зібралися на відкриття надгробного пам'ятника, який вони замовили для його могили на Вудпекер-Хілл на кладовищі Грінвуд у Каньйон-Сіті поблизу державної в'язниці.